# Påarp

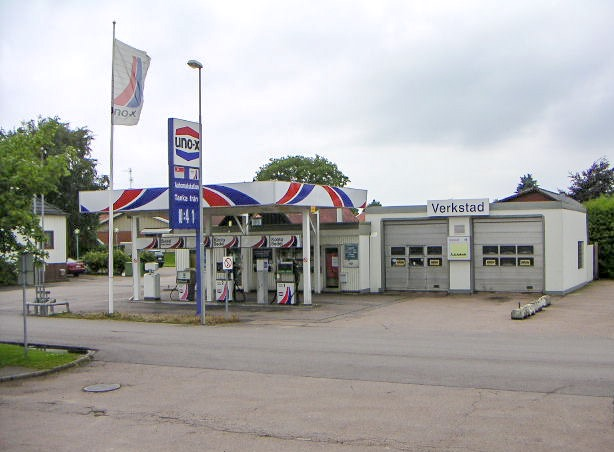
Bensinmack i Påarp.

Påarp är en tätort i Helsingborgs kommun i Välluvs socken i Skåne län, tio kilometer öster om centrala Helsingborg.
Påarp expanderade kraftigt under 1960- och 1970-talen, och är främst en bostadsort med stor arbetspendling till Helsingborg. Ortnamnet (1524 Poerup) innehåller ett mansbinamn Pa 'påfågel' och torp 'nybygge'.
Vid tätortsavgränsningen 2018 sammanväxte tätorten med Bårslöv och den gemensamma tätorten namnsattes då till Påarp och Bårslöv.

## Historia
Ortnamnet Påarp vittnar om ett vikingatida ursprung, men mycket av den äldre historien är okänd. Byn bestod 1808 av 7–8 gårdar som låg mellan Välluvs kyrka och Påarps nuvarande by, men dessa brann ner 1815. På grund av enskiftet, som kom strax därefter, byggdes byn inte upp igen, utan spriddes till smågårdar. 
Det Påarp som finns idag uppstod lite norr om den ursprungliga byn i och med att järnvägen mellan Helsingborg och Hässleholm byggdes 1875. Detta fick stor betydelse för orten och gjorde Påarp till huvudorten i området. Det etablerades bland annat flera affärer, bageri, tegelbruk och bryggeri på orten. År 1897 byggdes Påarps Folkets hus av ortens nykterhetsförening. Kung Gustaf VI Adolf gjorde uppehåll i Påarp vid sina offentliga sommaruppehåll på Sofiero för att låta drottningen stiga av för transport med bil till Sofiero slott. Stationen lades ned år 1970 och revs 1 april 1973. Därefter var det bara godståg som passerade Påarp fram till år 1991 då Pågatågen började gå till Bjuv och Åstorp från Helsingborg, via Påarp. Tågtrafiken sköts av Skånetrafiken. 
Påarp har haft Sveriges största jordgubbsodlingar. Före andra världskriget gick under jordgubbssäsongen dagliga tåg till Stockholm med 13 000 till 15 000 liter jordgubbar.
Helsingborgs renhållningsverk, i folkmun kallad "Skitfabriken", hade sin lokalisering i Påarp tills den revs år 1975.
Som kuriosum kan nämnas att det första dokumenterade fyndet av mördarsnigel (tidigare kallad spansk skogssnigel) i Sverige skedde i Påarp 1975.

### Befolkningsutveckling
| Befolkningsutvecklingen i Påarp 1960–2020 | Befolkningsutvecklingen i Påarp 1960–2020 | Befolkningsutvecklingen i Påarp 1960–2020 | Befolkningsutvecklingen i Påarp 1960–2020 | Befolkningsutvecklingen i Påarp 1960–2020 |
| ----------------------------------------- | ----------------------------------------- | ----------------------------------------- | ----------------------------------------- | ----------------------------------------- |
|                                           |                                           |                                           |                                           |                                           |
| År                                        |                                           |                                           | Folkmängd                                 | Areal (ha)                                |
| 1960                                      | 1960                                      |                                           | 472                                       |                                           |
| 1965                                      | 1965                                      |                                           | 1 052                                     |                                           |
| 1970                                      | 1970                                      |                                           | 1 570                                     |                                           |
| 1975                                      | 1975                                      |                                           | 1 915                                     |                                           |
| 1980                                      | 1980                                      |                                           | 2 873                                     |                                           |
| 1990                                      | 1990                                      |                                           | 2 697                                     | 152                                       |
| 1995                                      | 1995                                      |                                           | 2 728                                     | 153                                       |
| 2000                                      | 2000                                      |                                           | 2 652                                     | 153                                       |
| 2005                                      | 2005                                      |                                           | 2 728                                     | 157                                       |
| 2010                                      | 2010                                      |                                           | 2 789                                     | 160                                       |
| 2015                                      | 2015                                      |                                           | 2 932                                     | 234                                       |
| 2020                                      | 2020                                      |                                           | 5 883                                     | 433                                       |
| Anm.: 2018 uppgick Bårslöv, 2020 Görarp   |                                           |                                           |                                           |                                           |

## Kända personer från Påarp
Andreas Granqvist, fotbollsspelare och lagkapten